# Сафа (благотворительное общество)
Общество «Сафа» — благотворительное общество, действовавшее в Баку в начале XX века. 

## Деятельность
Общество «Сафа» состояло из 50-и членов. Действовало за счёт членских взносов, личных пожертвований и средств, собранных с театральных постановок. Целью общества было привлечение детей из малоимущих семей к обучению, оказание медицинской помощи бедным слоям населения, повышение уровня культуры населеня. Действовало в здании, расположенном на улице Большая  Чемберекендская (ныне ул. Лермонтова). Двухэтажное здание школы было построено в 1910 году одним из представителей интеллигенции Алибалой Зарбалиевым. Он также был казначеем общества. В школе преподавали Гусейн Джавид, Сеид Гусейн, Самед Мансур и другие. Сначала в школе обучалось 60, а в 1914 году – уже 160 учеников.
Общество также открыло русско-татарские (азербайджанские) школы в сёлах Баладжары, Бина, Гобу, селе Девечи Губинского уезда. Оказывало финансовую помощь школам в Сальяне и Шамахы.
12 августа 1912 года в ревизионную комиссию общества был избран Аббас Мирза Шарифзаде .
Вновь созданная театральная труппа общества была слабой по сравнению с труппой Общества «Ниджат», но в труппе «Сафа» выступали и актеры из «Ниджат». В работе общества активно участвовали Дадаш Буниатзаде, Самед Мансур, актёры Джахангир Зейналов, Аббас Мирза Шарифзаде. Для участия в спектаклях от труппы театра «Ниджат» приглашались Гусейн Араблинский, Мирзаага Алиев, Сидги Рухулла, Гусейнгулу Сарабский и другие
.
Первый спектакль театральной труппы общества состоялся 31 августа 1912 года в Театре Тагиева. Вниманию зрителей была представлена комедия «Ага Керим хан Ардабили» Наджафа бека Везирова по мотивам произведения французского драматурга Мольера «Скупой». Постановку спектакля осуществил Джахангир Зейналов. Главные роли исполнили Джахангир Зейналов (Ага Карим хан Ардабили) и Аббас Мирза Шарифзаде (сын Ага Карим хана). Театральная труппа общества организовывала гастрольные спектакли в городах и сёлах Бакинской губернии, а также в городах Южного Кавказа, Средней Азии, Северного Кавказа, Ирана, Астрахани, Казани и других регионов.
Помимо спектаклей общество «Сафа» занималось культурно-просветительской работой, связанной с театральной жизнью. Общество организовало 25-летие сценической деятельности Джахангира Зейналова в 1910 году, 100-летие со дня рождения Мирзы Фатали Ахундова в 1911 году и 40-летие литературной деятельности Наджаф-бека Везирова в 1913 году.
В 1914 году председателем театрального отделения общества был избран Джахангир Зейналов, а его заместителем – Мехти-бек Гаджинский. Под его руководством театральная труппа общества поставила спектакли по произведениям «Гаджи Кара» Мирзы Фатали Ахундова, «Гаджи Гамбар» Наджаф-бека Везирова, «Родина» Намыка Кемаля, «Женатый холостяк» Зульфугар-бека Гаджибекова, в 1914 году – «Друзья нации» Абдуррагим-бека Ахвердова, «Лекарь поневоле» Мольера, в 1915 году – «Верность обету» Намыка Кемаля, в другие годы в различных труппах – «Фархад и Ширин» Мирзы Джалала Юсифзаде (опера), «Кузнец Геве» Шамсаддина Сами, «Надир Шах» Наримана Нариманова.
В годы Первой мировой войны в Баку Мусульманским благотворительным обществом было создано 4 приюта для детей, пострадавших от войны. Один из приютов располагался в школе общества «Сафа». Кроме того, общество выделило пострадавшим от войны однодневный доход от кинематографии.
В апреле 1914 года правление общества приняло решение оплатить обучение 25 студентов-мусульман, отчисленных из Киевского университета за неуплату за обучение. Средства были выделены из бюджета общества и направлены ректору университета.
Представители общества участвовали во Всекавказском съезде студентов-мусульман, состоявшемся в мае 1917 года.